# Хилбёрн, Роберт
Роберт Хилбёрн  (англ. Robert Hilburn, род. 25 сентября 1939, Накитош, Луизиана, США) — американский музыкальный критик, писатель и радиоведущий. С 1970 по 2005 год он был музыкальным критиком и редактором газеты Los Angeles Times, помимо этого публиковался во множестве других изданий по всему миру. В течение 20 лет он был членом комитета по выдвижению кандидатов в Зал славы рок-н-ролла, автор пяти книг, в том числе биографий Джонни Кэша, Пола Саймона, Рэнди Ньюмана и Брюса Спрингстина.

## Биография
Родился в Накитоше, штат Луизиана, где прожил до пяти лет, в основном на хлопковой ферме своего деда в соседнем Кампти. В те годы, а также во время летних поездок к бабушке и дедушке, он познакомился с музыкой блюза и кантри, которые были предшественниками рок-н-ролла. После нескольких лет, проведенных в Далласе, его семья переехала в Южную Калифорнию. Окончил среднюю школу Резеды, после чего поступил в Калифорнийский государственный университет в Нортридже, получив в нём степень по специальности «журналистика».
В начале 1960-х Хилбёрн устроился репортёром газету The Valley Times, позднее стал сотрудником по общественной информации в Объединенном школьном округе Лос-Анджелеса.
Стремясь писать о музыке, в 1966 году Хилбёрн начал публиковаться в Los Angeles Times в качестве фрилансера. Он подготовил серию статей о таких артистах, как Джонни Кэш и Дженис Джоплин, после чего был приглашён на постоянную ставку, заменив Пита Джонсона на посту рок-критика в 1970 году. За годы работы в газете, Хилбёрн поучаствовал в нескольких знаковых гастрольных турах (впоследствии вошедших в историю): он освещал первый визит Элтона Джона в Советский Союз, гастрольный тур Пола Саймона по Грейсленду в Зимбабве и первые концерты Боба Дилана в Израиле. Он провел неделю в разъездах с Sex Pistols во время их первого турне по США, а также сопровождал Джонни Кэша, когда тот выступал в тюрьме Фолсом в 1968 году.
Помимо того, что Хилберн много писал о Дилане, Спрингстине, Дэвиде Боуи и U2, он был одним из первых, кто начал освещать творчество таких исполнителей, как Джон Прайн, Патти Смит, The Eagles, Том Петти, Принс, Элвис Костелло, Guns N' Roses, Rage Against the Machine, Nine Inch Nails, Ice Cube, Public Enemy, Эминем, The White Stripes, Arcade Fire и X. Впоследствии, Элтон Джон поблагодарил Хилберна за помощь, которую он оказал своими статьями в начале его карьеры; U2, Прайн, Спрингстин и Dr. Dre, были среди артистов, высказавшихся аналогичным образом.
Хотя Хилбёрну приписывают то, что он вывел рок-журналистику на «новый, более серьезный уровень». В интервью The Washington Post журналист заявил: «Я считал, что послание артиста важнее того, каким слогом оно написано… Я лишь старался писать внятно и освещать всех». В 2005 году он согласился на выкуп акций и уволился со своей должности в газете, продолжая писать для неё статьи.
В 2010 году были опубликованы мемуары Хилбёрна Corn Flakes with John Lennon. Книга была посвящена творчеству и влиянию таких артистов, как Джон Леннон, Боб Дилан, Джонни Кэш, Брюс Спрингстин, Стиви Уандер, Фил Спектор, Майкл Джексон, Курт Кобейн, U2 и N.W.A.. В рецензии на книгу для Austin Chronicle Маргарет Мозер написала: «Она не только то, что Хилбёрн был с ними [в турне] и получил в подарок фирменную футболку… Хилберн — настоящий человек, пишущий о настоящем».
В 2013 году Хилбёрн опубликовал биографию Кэша под названием Johnny Cash: The Life. Митико Какутани, главный книжный критик The New York Times, назвала биографию одной из десяти своих любимых книг года. В свою очередь, рецензент журнала Kirkus Reviews охарактеризовал книгу как «биографию мгновенно ставшую классикой, которую можно предложить всем поколениям слушателей».
После прочтения Johnny Cash: The Life Пол Саймон, который до этого отклонял многочисленные предложения о создании автобиографии, связался с Хилбёрном и дал ему более 100 часов интервью. Опубликованная издательством Simon & Schuster в 2018 году биография артиста, Paul Simon: The Life, была названа журналом Rolling Stone «эпической». В рецензии от USA Today (поставившей книге высшую оценку) отмечалась «сила» материала и «журналистское мастерство» Хилбёрна, а также «тонкое внимание [автора] к движущей силе и сути артистизма Саймона».
В 2024 году Хилбёрн опубликовал биографию Рэнди Ньюмана A Few Words in Defense of Our Country: The Biography of Randy Newman. Исследуя каталог социально ориентированных песен Ньюмана, в которых тот критиковал то, что считал недостатками американского характера, включая расизм, сексизм и жадность, «захватывающая и приносящая удовлетворение» книга «прояснила цели, лежащие в основе самых сложных песен музыканта».

## Личная жизнь
Хилбёрн проживает в Лос-Анджелесе. Он ведёт еженедельную вечернюю музыкальную программу Rock 'n' Roll Times по средам на общественной радиостанции 885 The SoCal Sound в Южной Калифорнии.